# Boeing 7x7
La Boeing 7x7, o simplement 7x7, és un terme que descriu la sèrie d'avions comercials de la companyia Boeing següents: Boeing 707, 717, 727, 737, 747, 757, 767, 777 i 787. En el cas de la companyia Airbus seria des de l'A300 fins a l'A380.
El terme "7X7" (amb una X majúscula) era paradoxalment la designació original del Boeing 767 abans que entrés en servei. Altres designacions similars són el 7N7 (Boeing 757), 7E7 (Boeing 787) i el Boeing 7J7.
| Avió                             | Propòsit                                                      | Seients                              |
| -------------------------------- | ------------------------------------------------------------- | ------------------------------------ |
| Boeing 707-100                   | De mitjà a fuselatge de grau llarg (també el carregament)     | 141 (-320B)                          |
| Boeing 717                       | De curt a fuselatge de grau mitjà                             | 106 (-200)                           |
| Boeing 720 (una variant del 707) | A grau mitjà de fuselatge                                     | 112                                  |
| Boeing 727-100                   | De curt a fuselatge de grau mitjà                             | 94-131                               |
| Boeing 727-200                   | De curt a fuselatge de grau mitjà                             | 132                                  |
| Boeing 737-100/200               | A grau curt de fuselatge                                      | 115                                  |
| Boeing 737-300/400/500           | De curt a fuselatge de grau mitjà                             | 128 (-300); 148 (-400); 108 (-500)   |
| Boeing 737-600/700               | De curt a fuselatge de grau mitjà                             | 110 (-600); 126 (-700)               |
| Boeing 737-800/900               | De curt a fuselatge de grau mitjà                             | 162 (-800); 177 (-900); 215 (-900ER) |
| Boeing 747-100                   | A grau llarg de fuselatge de gran capacitat                   | 452                                  |
| Boeing 747-200 i -200SUD         | A grau llarg de fuselatge de gran capacitat                   | 452                                  |
| Boeing 747-300                   | A grau llarg de fuselatge de gran capacitat                   | 470                                  |
| Boeing 747-400                   | A grau llarg de fuselatge de gran capacitat                   | 416--524                             |
| Boeing 747-8                     | A grau llarg de fuselatge de gran capacitat                   |                                      |
| Boeing 747SP                     | A grau llarg de fuselatge de gran capacitat                   | 316-440                              |
| Boeing 757-200                   | A grau mitjà de fuselatge                                     | 178                                  |
| Boeing 757-300                   | A grau mitjà de fuselatge de capacitat superior               | 228                                  |
| Boeing 767-200                   | De mitjà a grau llarg de fuselatge de capacitat superior      | 198 (-200ER)                         |
| Boeing 767-300                   | De mitjà a grau llarg de fuselatge de capacitat superior      | 269                                  |
| Boeing 767-400ER                 | De mitjà a grau llarg de fuselatge de capacitat superior      | 304 (-400ER)                         |
| Boeing 777-200                   | A grau llarg i ultra llarg de fuselatge de capacitat superior | 303--440 (-200, -200LR, -200ER)      |
| Boeing 777-300                   | A grau llarg de fuselatge de gran capacitat                   | 394--550 (-300); 365--550 (-300ER)   |
| Boeing 787-3                     | A grau mitjà de fuselatge de gran capacitat                   | 289                                  |
| Boeing 787-8                     | De llarg a grau ultra llarg de fuselatge de gran capacitat    | 217                                  |
| Boeing 787-9                     | De llarg a grau ultra llarg de fuselatge de gran capacitat    |                                      |

## Galeria d'imatges

Avions de la 7x7
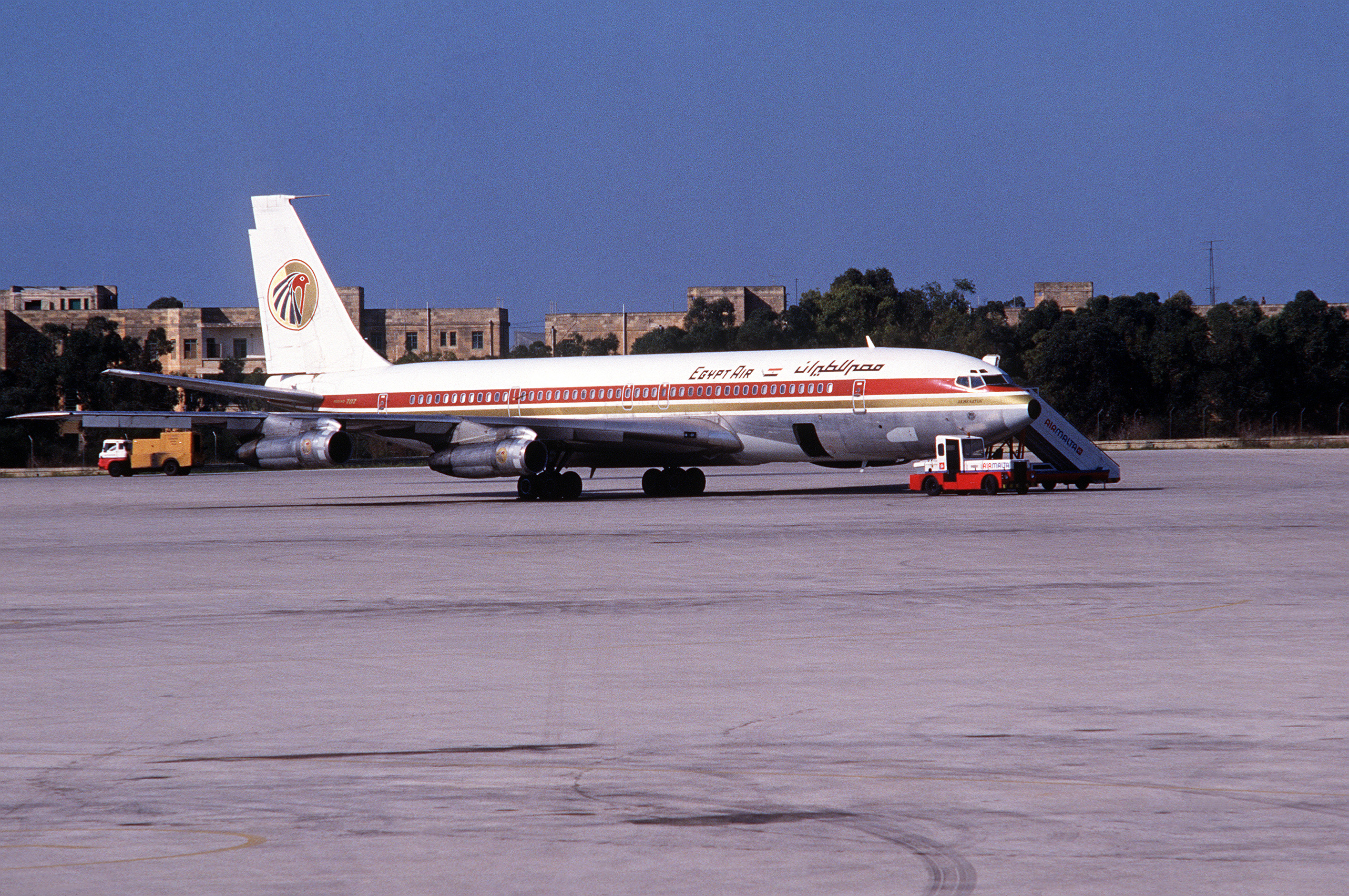
Boeing 707
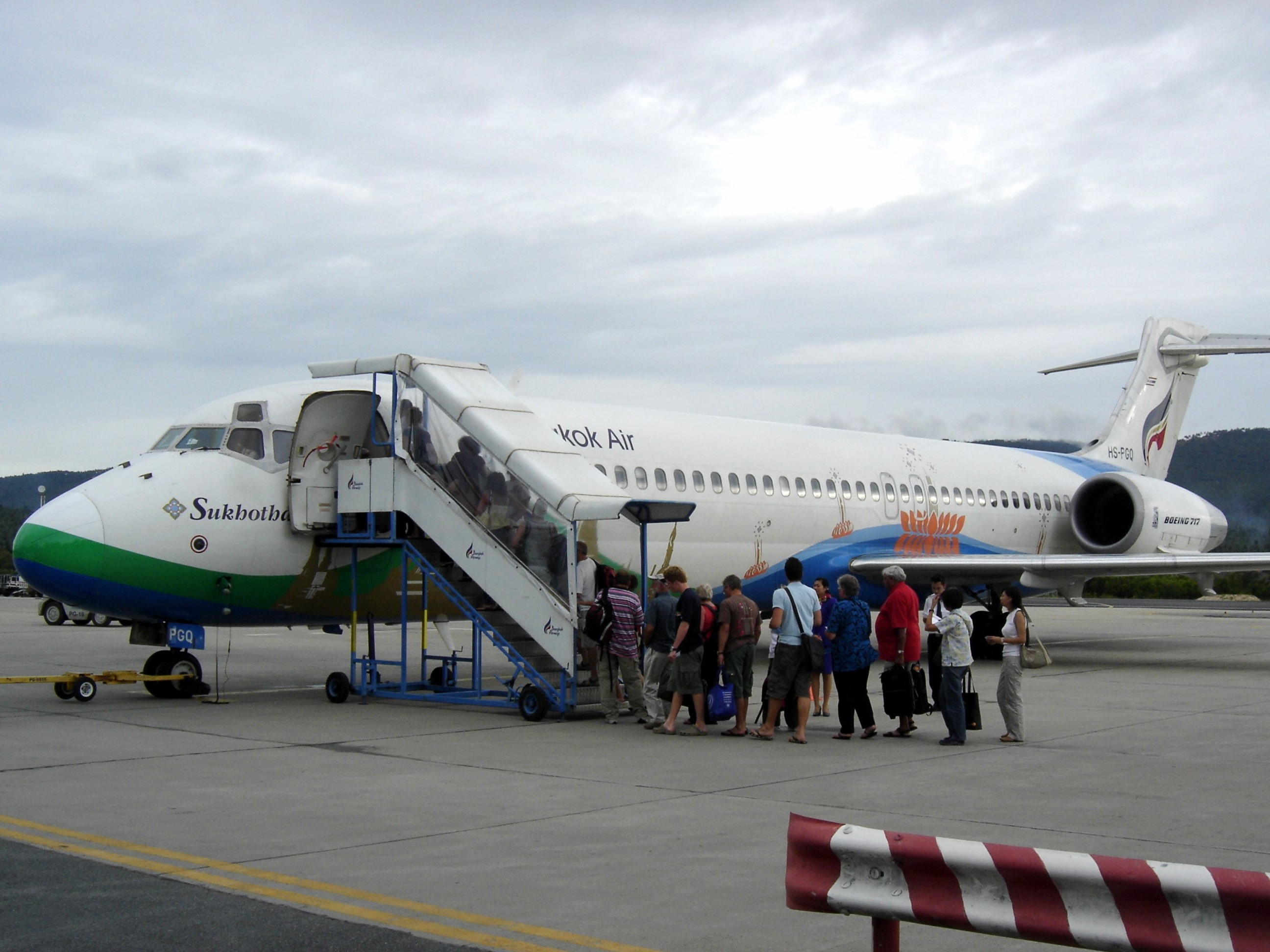
Boeing 717
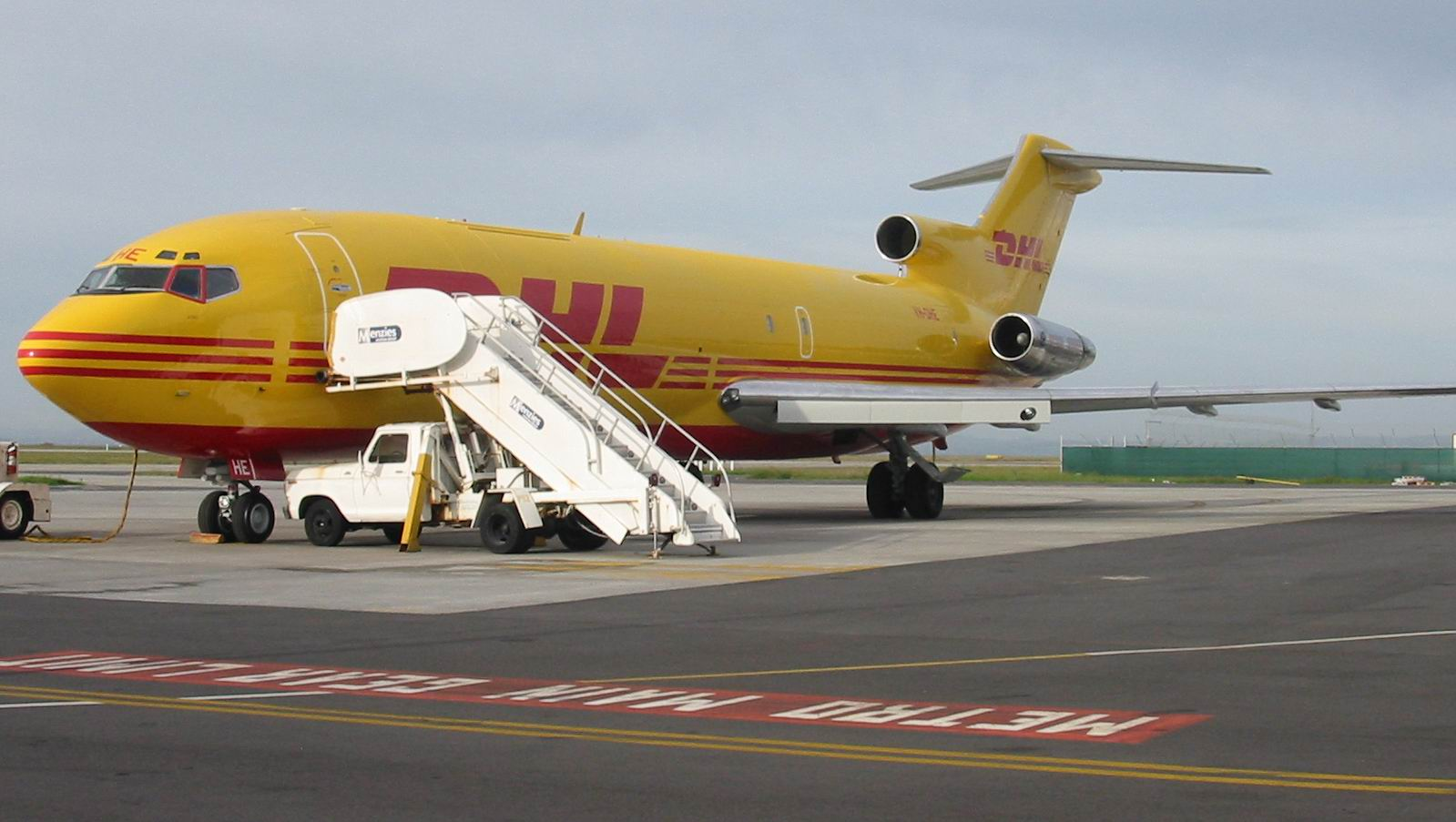
Boeing 727
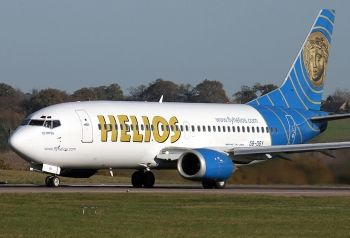
Boeing 737
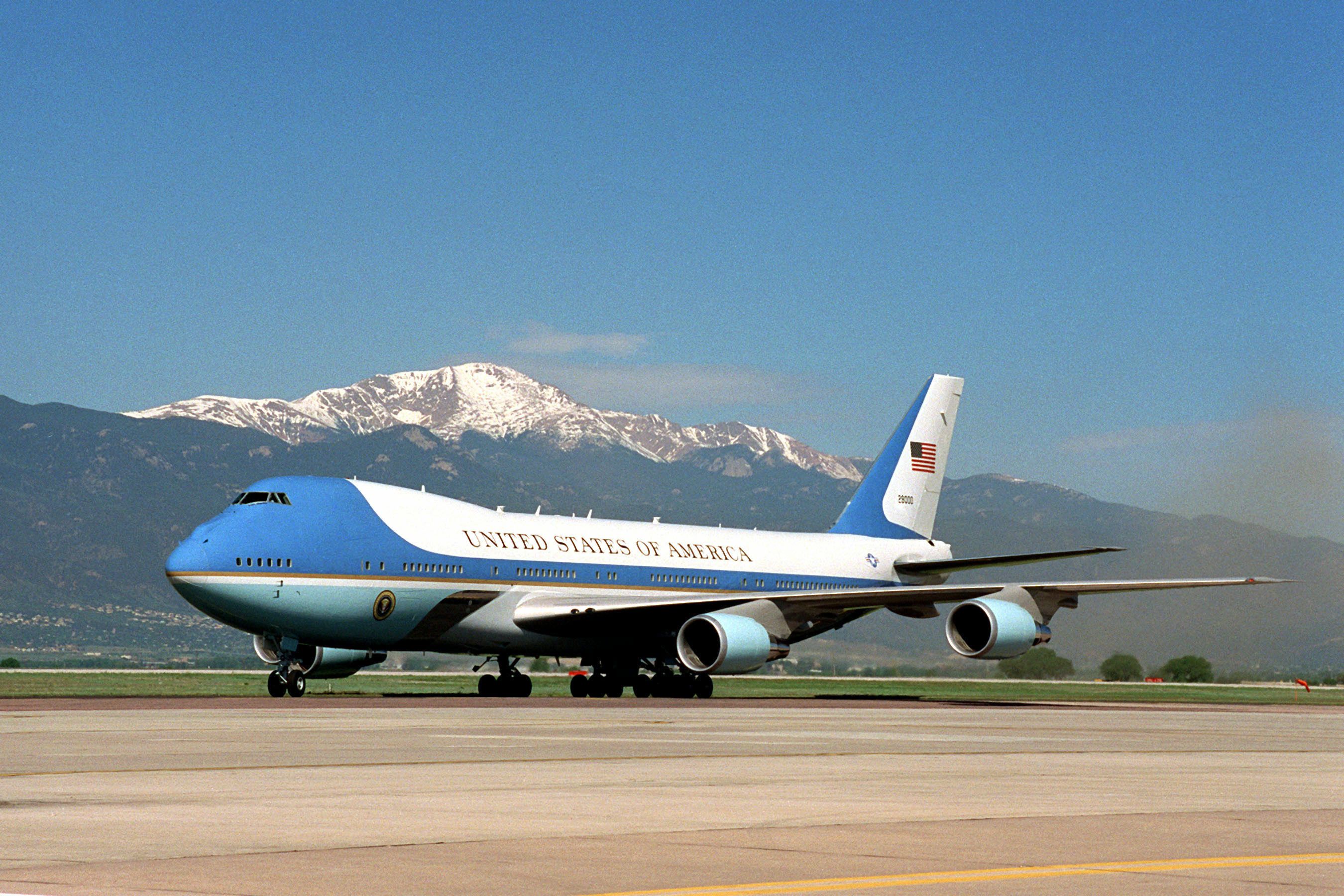
Boeing 747
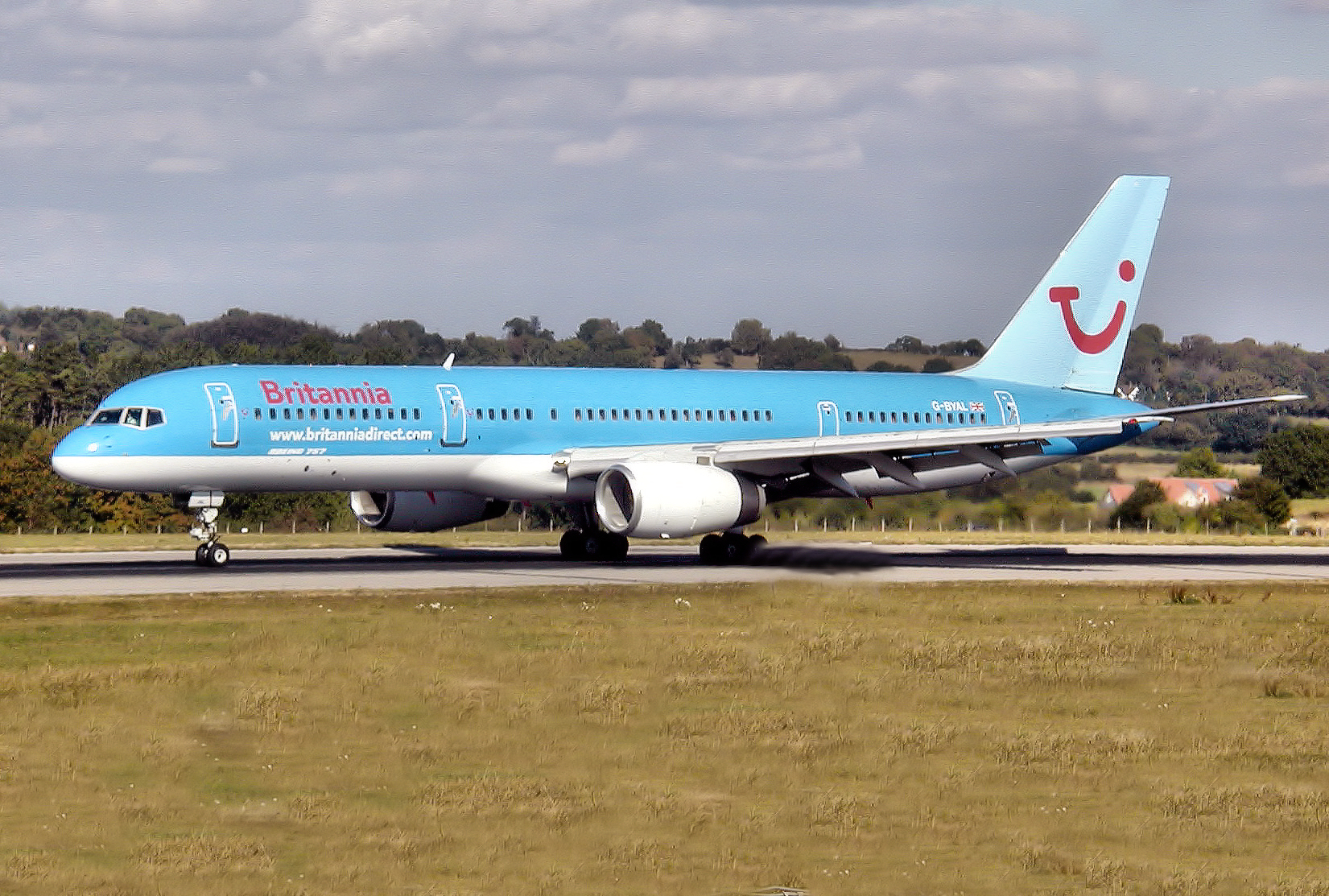
Boeing 757
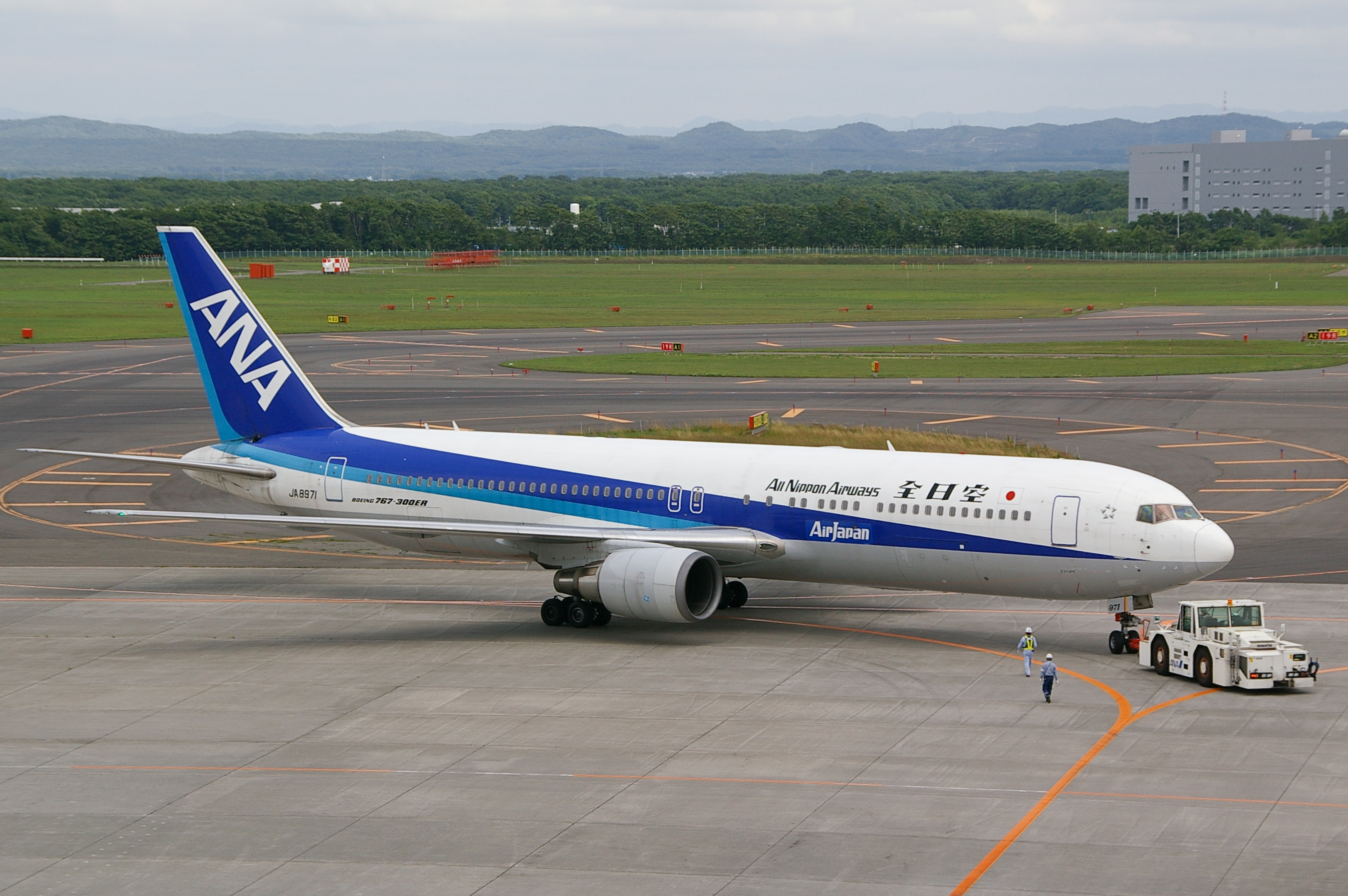
Boeing 767
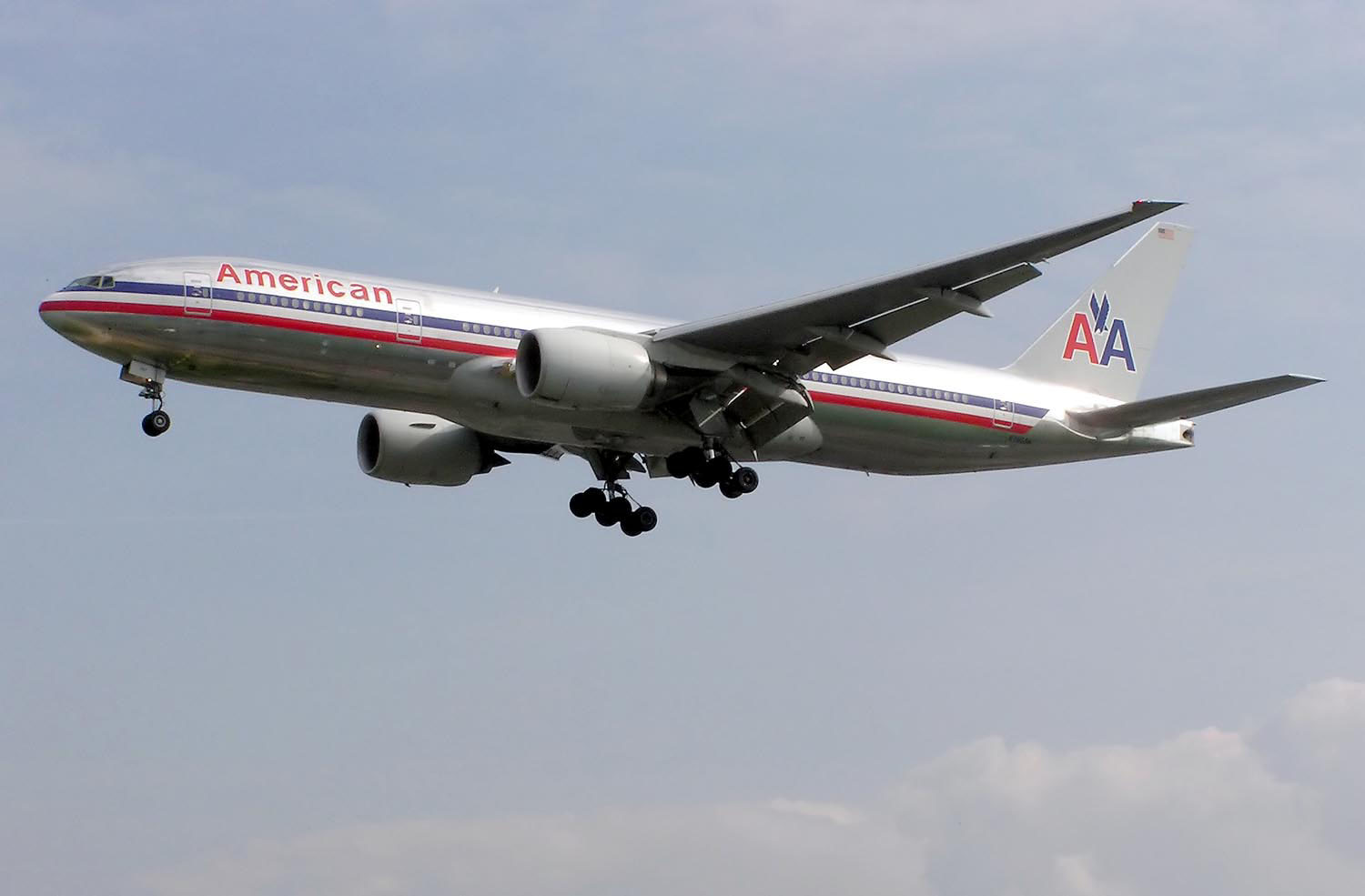
Boeing 777
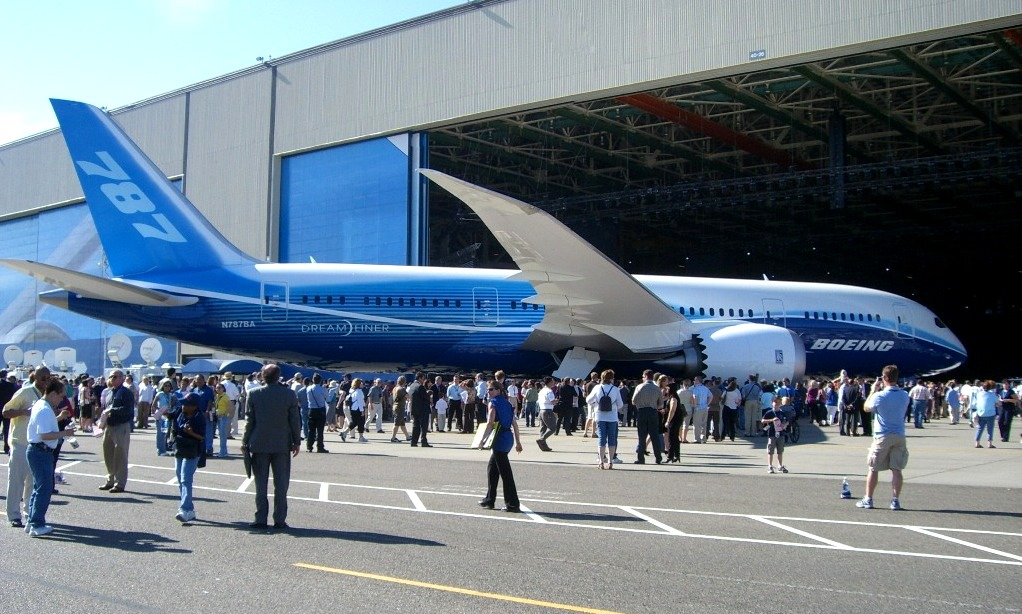
Boeing 787